# 매킨토시 SE
매킨토시 SE(Macintosh SE)는 1987년 3월 2일에 매킨토시 II와 함께 출시된 매킨토시 컴퓨터이다. 매킨토시 SE 시리즈의 첫 모델이며 매킨토시 II의 출시 이후로 발매된 첫 컴팩트 매킨토시이기도 하다.
첫 출시 당시 가격은 플로피 디스크 2개 탑재 제품은 $2900로, 20MB 하드디스크 탑재 제품은 $3900로 판매되었다. SE의 판매 실적이 높아지자 플로피 디스크 탑재 제품의 가격을 $3700으로 인상한 적이 있었다. 인상 직후 반발이 있으면서 다시 $2900로 환원하였다.
CPU는 매킨토시 플러스와 동일한 8 MHz 68000를 사용하고 있다. 1989년 1월 이후 CPU를 16 MHz 68030를 장착한 업그레이드 제품인 매킨토시 SE/30을 내놓게 된다.

## 특징
이전 컴팩트 매킨토시 모델인 매킨토시 플러스와 비교하여 다음과 같은 특징을 가지고 있다.
- 컴팩트 매킨토시 최초로 내부에 드라이브 베이가 지원되어 하드 디스크(20~40MB) 및 두번째 플로피 디스크 드라이브를 장착할 수 있다.
- 확장 슬롯 기능을 갖춘 최초의 컴팩트 매킨토시 (SE는 System Expansion(시스템 확장)이란 의미를 가지고 있다.)
- 애플 데스크톱 버스(ADB)버스 규격을 최초 도입
- 개선된 SCSI 데이터 처리량 지원
- 향상된 신뢰성 및 냉각 팬의 추가로 긴 수명.

매킨토시 SE는 두 개의 플로피 드라이브를 장착하거나, 한 개씩의 플로피, 하드 디스크 드라이브를 장착할 수 있게 구성되었다. 이와 함께 외부 플로피 디스크 드라이브를 지원하였는데 SE외에 매킨토시 II, 매킨토시 포터블에도 장착이 가능하였다. 더불어 ROM 용량이 확장되었고, 컴팩트 맥 최초로 PDS슬롯이라는 확장 슬롯이 생겨났다.
SE는 매킨토시 II와 함께 ADB버스 규격을 새로 도입을 하였고, 처음으로 키보드와 별매로 판매할 수 있는 애플 컴퓨터가 되었다. 더불어 일반적인 애플 키보드와 함께 애플 확장 키보드도 별매로 구입할 수 있다.

## 매킨토시 SE FDHD
본래 매킨토시 SE는 단일 양면 이중 밀도 (SSDD)(400kB) 및 양면 이중 밀도(DSDD)(800kB)의 플로피 디스크를 사용할 수 있다. 1989년 8월, 애플은 슈퍼드라이브로 업그레이드 된 매킨토시 SE FDHD(“Floppy Disk High Density”)를 내놓았다. 이 슈퍼드라이브는 1.4MB의 고밀도(HD)플로피 디스크를 읽을 수 있는 플로피 디스크 드라이브이다. 기존 매킨토시 SE에서도 사용할 수 있도록 업그레이드 키드를 내놓았다.

## 사양
- 프로세스: 모토로라 68000, 8 MHz
- 시스템 버스 속도: 8 MHz
- ROM 크기: 256 kB
- 데이터 경로: 16-bit Level 1
- RAM 유형: 150 ns 30핀 SIMM
- VRAM 유형: 내장
- 기본 RAM: 1 MB
- 최대 RAM: 4 MB
- RAM 슬롯: 4 (2쌍)
- 기본 하드 드라이브: 20 MB
- 하드 드라이브 인터페이스: SCSI
- 기본 디스크: 3.5 in, 800 kB, 800 kB x 2 (가동)
- 확장 슬롯: SE PDS
- 배터리 유형: 3.6 V 리튬
- 디스플레이: 512x342 9 인치 (23 cm) 흑백[2][3]
- 비디오 메모리: 512x384x1
- 지원되는 Mac OS: 3.3–7.5.1, 7.5.3–7.5.5
- 평균 무게: 17.0 파운드/7.7 kg

## 같이 보기
- 매킨토시 클래식
- 매킨토시 플러스
- 매킨토시 SE/30